# ميناء سوسة (ليبيا)
ميناء سوسة يقع بمدينة سوسة شرق مدينة شحات شرق ليبيا، يعتبر أكبر ميناء متخصص ومجهز للصيد البحري في ليبيا[بحاجة لمصدر]. وتديره الشركة العامة للصيد البحري وإدارته الجمركية بمدينة